# Ermida de Nossa Senhora do Pé da Cruz
A Ermida de Nossa Senhora do Pé da Cruz é um monumento religioso localizado na Freguesia de Paderne do Município de Albufeira, no Distrito de Faro, em Portugal.

## Descrição e história
Encontra-se à entrada da localidade de Paderne. Foi construída no século XVII, e sofreu obras de restauro em 1711. Apresenta uma traça simples, sendo de especial interesse o seu retábulo, no estilo barroco, que foi instalado nos princípios do século XVIII.